# Coelogyne flaccida
Coelogyne flaccida är en orkidéart som beskrevs av John Lindley.
Coelogyne flaccida ingår i släktet Coelogyne och familjen orkidéer. Inga underarter finns listade i Catalogue of Life.

## Bildgalleri

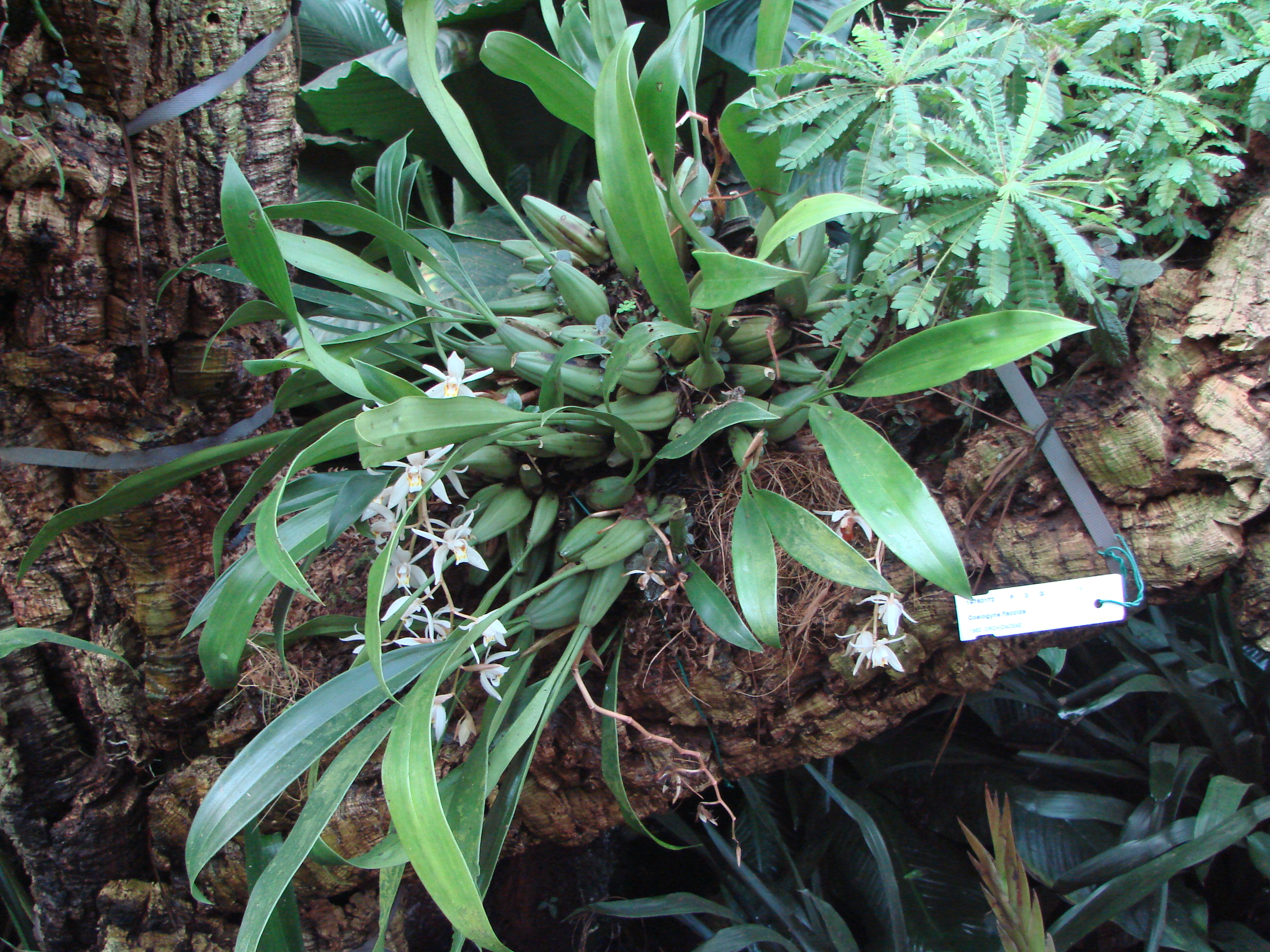
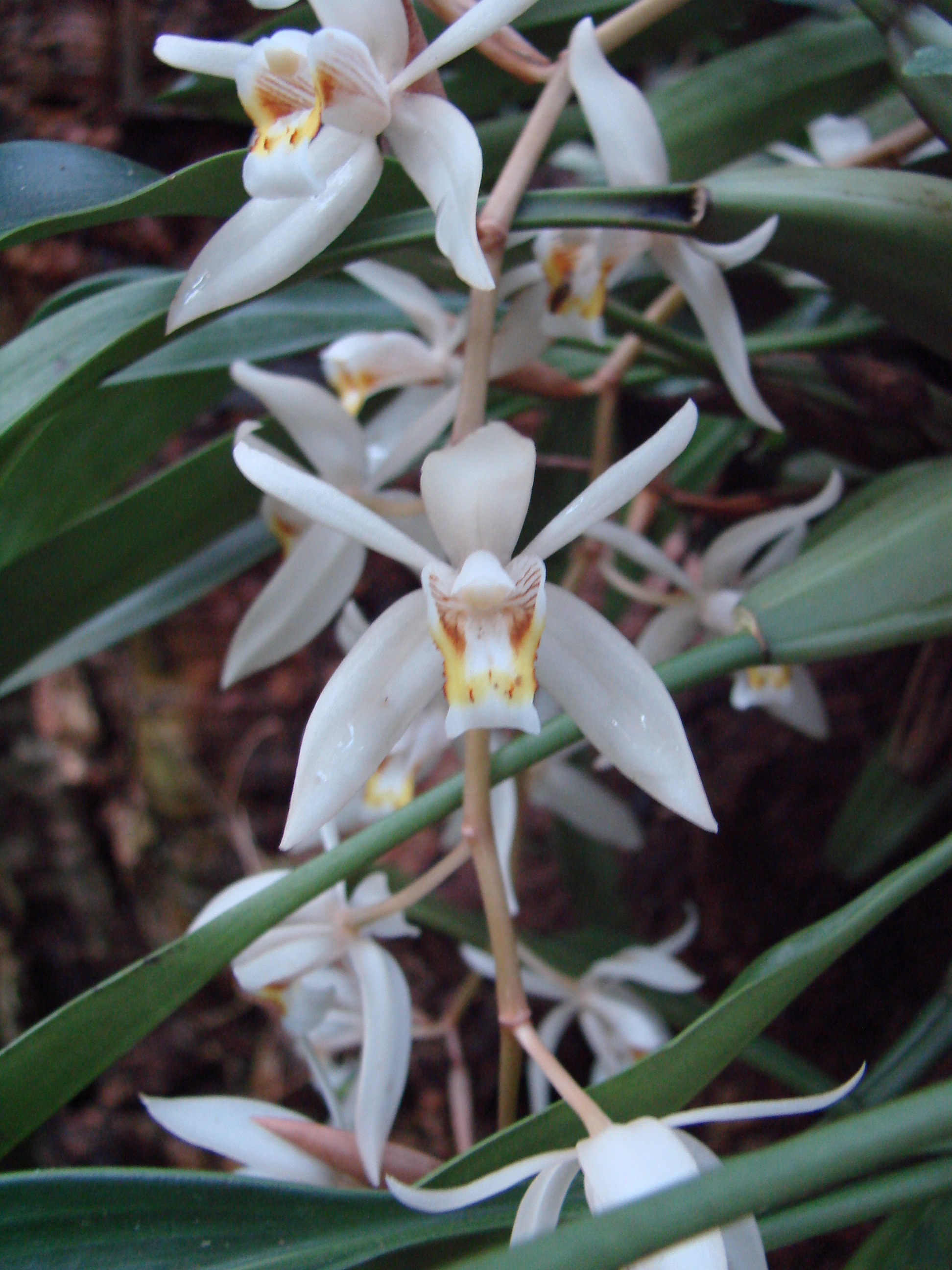
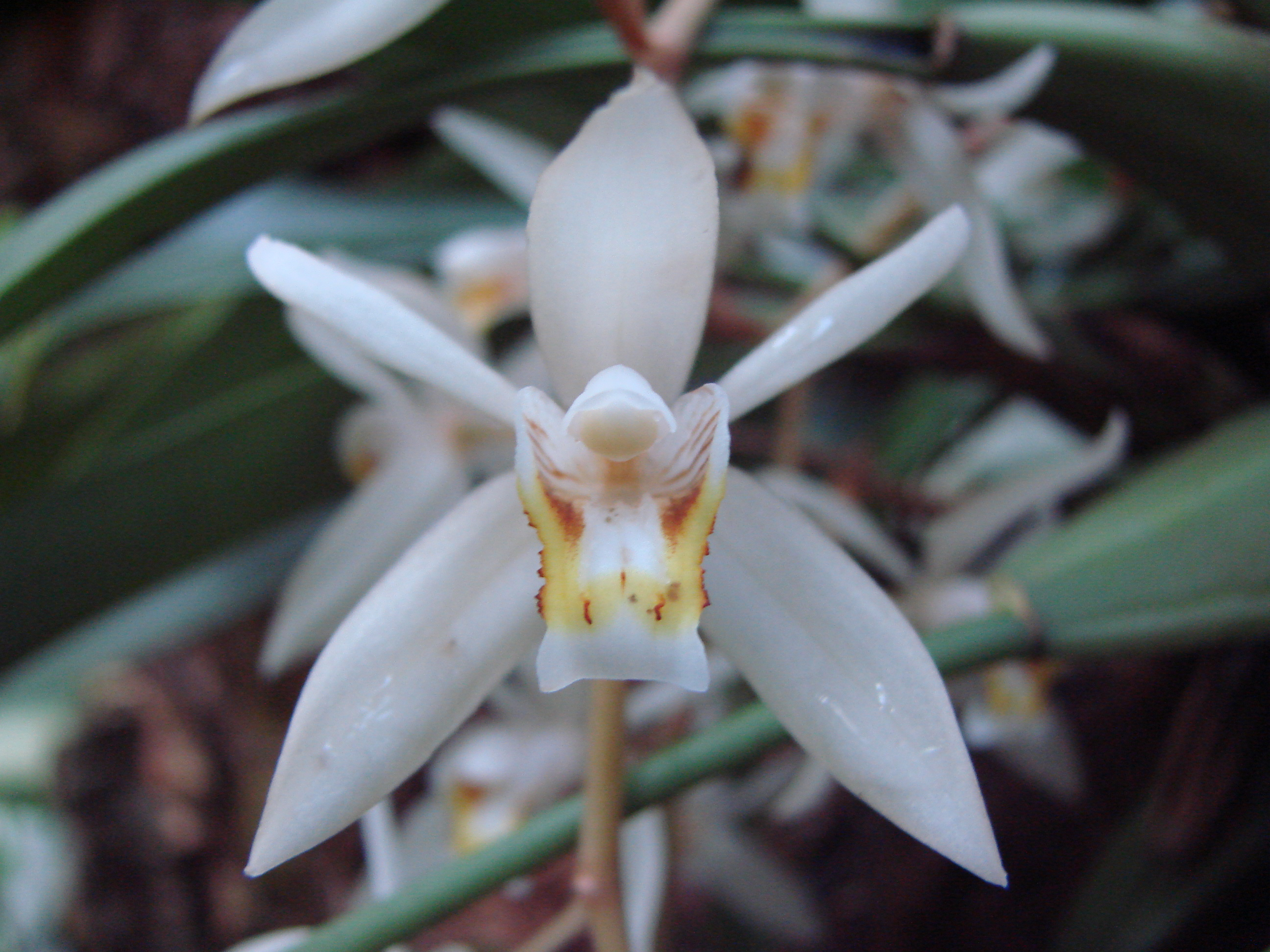
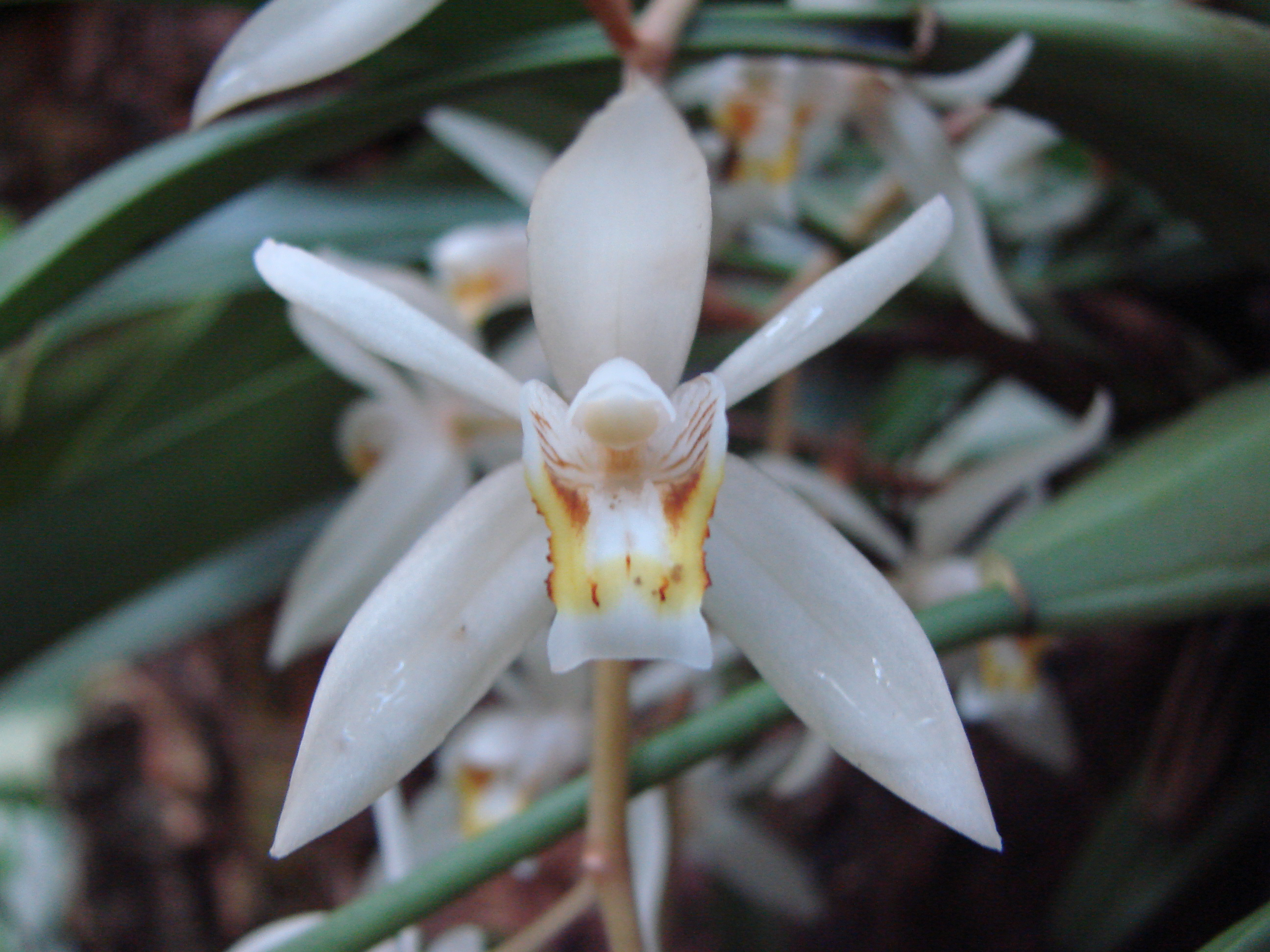
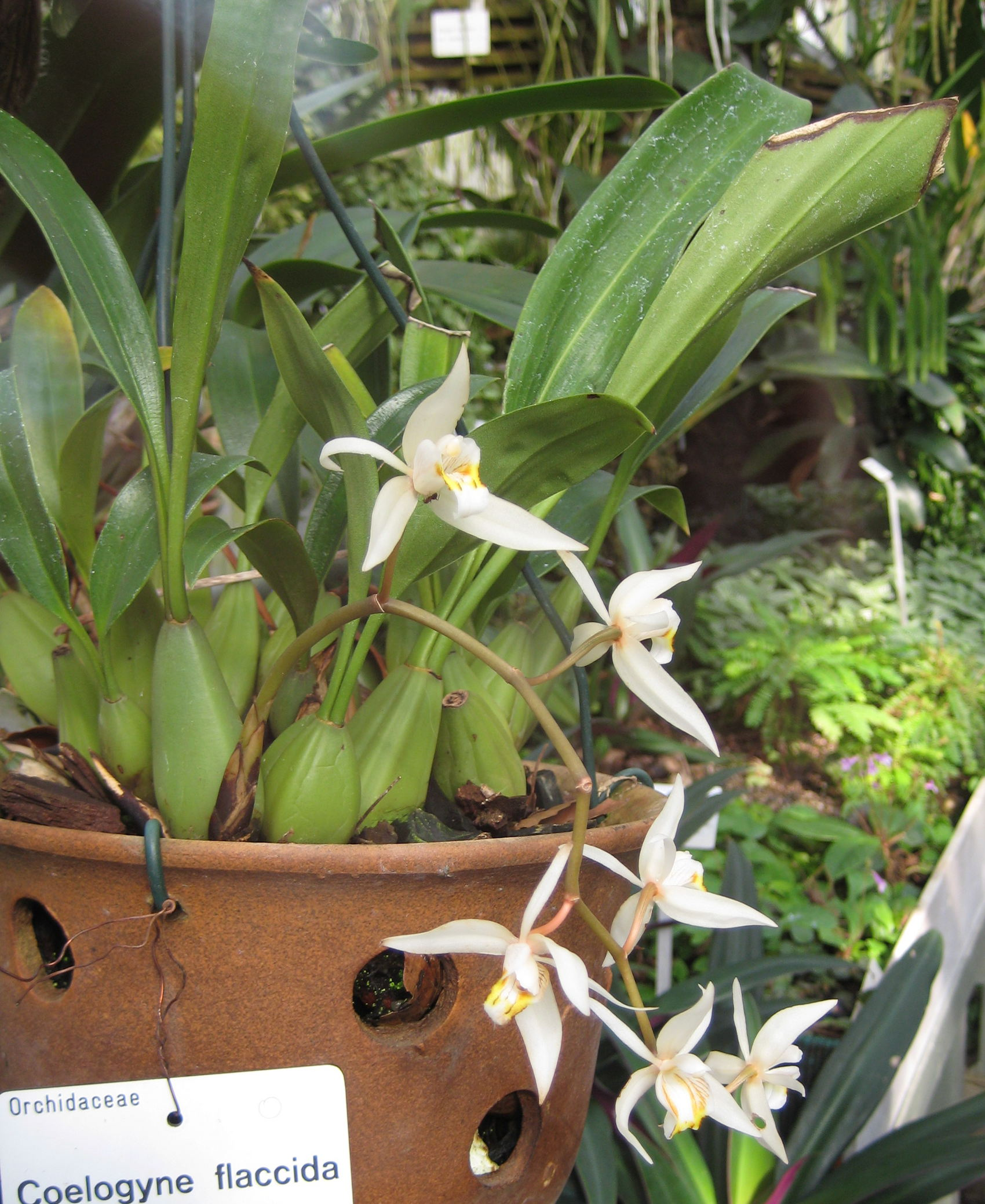
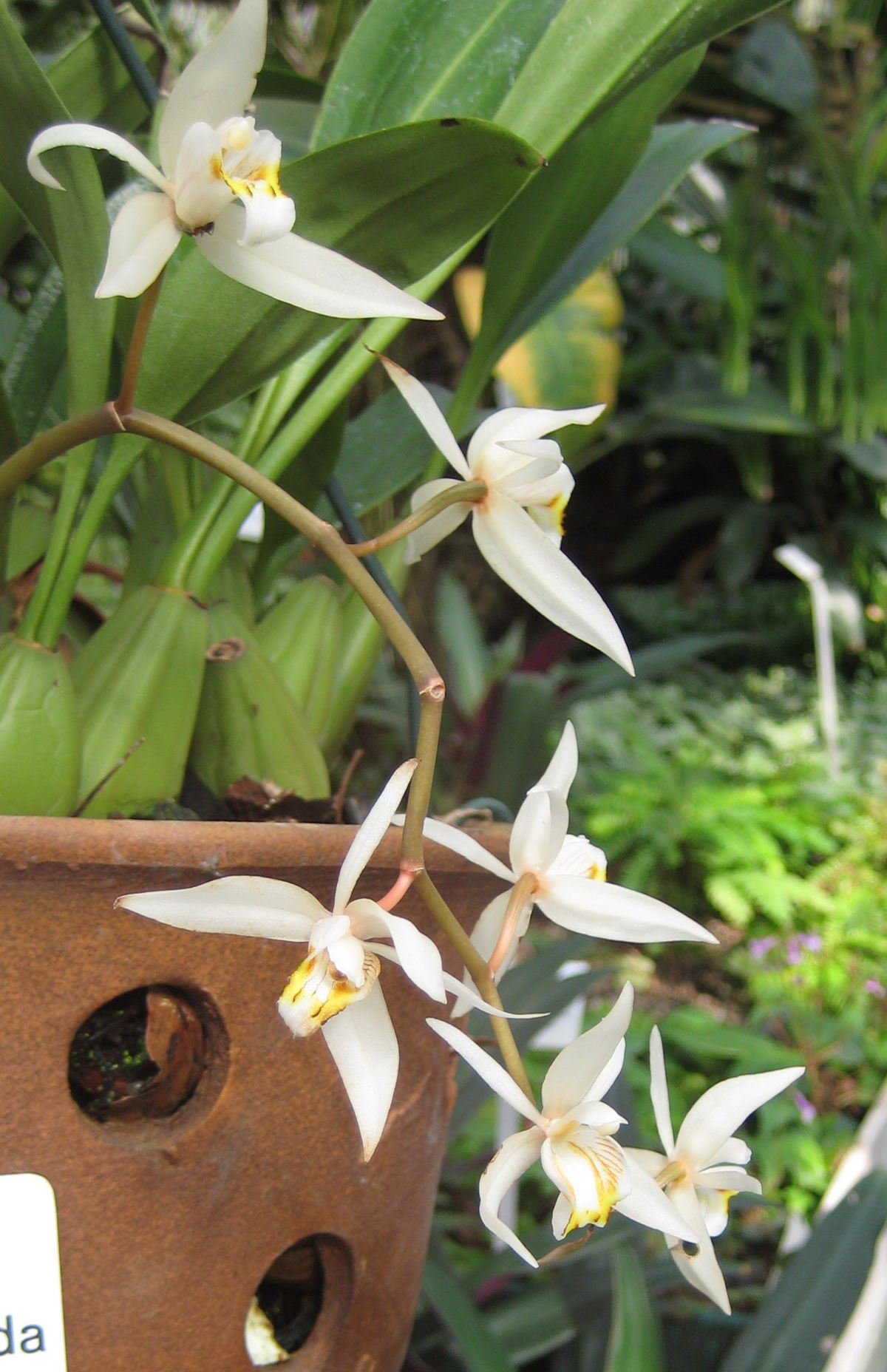